# Piz Scerscen
Il Piz Scerscen (3.971 m s.l.m.) è una montagna del massiccio del Bernina nelle Alpi Retiche occidentali.

## Descrizione
Si trova lungo la linea di confine italo-svizzera tra il Pizzo Bernina ed il Piz Roseg. Dal versante svizzero si trova il comune di Samedan; dal versante italiano quello di Lanzada.
La prima salita alla vetta avvenne il 13 settembre 1877 da parte di Paul Güssfeldt con le guide Hans Grass e Kaspar Capat.

## Collegamenti esterni

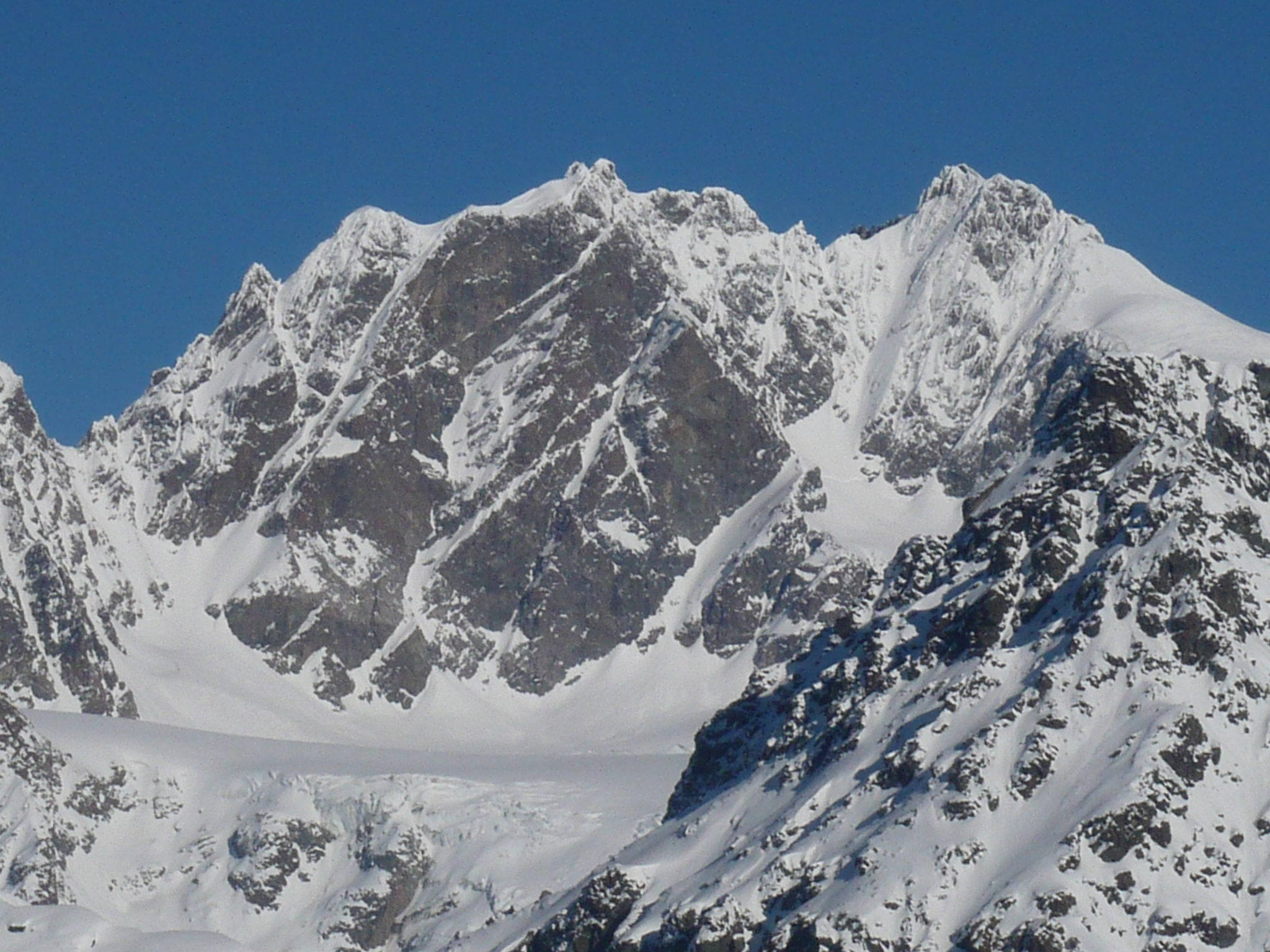
Il Pizzo Scerscen (a sinistra) ed il pizzo Bernina (a destra) visti da sud.